# Gwijde van Milly
Gwijde (Guy) van Milly (ca.1080 - 1126) was een Franse kruisvaarder afkomstig uit Milly-sur-Thérain die met de Eerste Kruistocht naar het Heilige Land trok.
Zijn vrouw Stephanie reisde mee naar het Heilige Land, zij was waarschijnlijk een zus of halfzuster van Robrecht II van Vlaanderen, die ook deelnam aan de kruistocht. Samen met Stephanie kreeg Gwijde drie zonen, geboren in Palestina. Hij verkreeg het leen Nablus van koning Boudewijn I van Jeruzalem in 1108, voor zijn verdiensten. Gwijde hielp Boudewijn met het stabiliseren van Oultrejordain, waar hij in de oude stad Petra een kerk hielp bouwen gewijd aan de Latijnse patriarch van Jeruzalem.

## Genealogie
Gwijde was grondlegger van de Milly-dynastie in het Heilige Land, die door de jaren een voorname rol vervulde in het Koninkrijk Jeruzalem.
- Gwijde I
  - Gwijde Francinega II van Milly (1e zoon van Gwijde)
  - Filips van Milly (2e zoon van Gwijde)
    - Reinoud van Milly (jong overleden, zoon van Filips)
    - Agnes van Milly (dochter van Filips)
    - Stephanie van Milly (dochter van Filips, huwde Humpfrey III van Toron)

  - Hendrik van Milly (3e zoon van Gwijde)
    - Stephanie van Milly (dochter van Hendrik, huwde Willem Dorel, heer van Botron)
    - Agnes van Milly (dochter van Hendrik, huwde Jocelin III van Edessa)
    - Helvis van Milly (dochter van Hendrik, huwde Adam III van Bethsan)